# Trikloretilen
Trikloretilen (tri- + klor + etilen, TCE, CHCl=CCl2, Cl2C=CHCl, C2HCl3) je organski ugljikovodični spoj.

## Svojstva
Trikloretilen je bezbojna, nezapaljiva, otrovna tekućina (kapljevina) slatkastog i intenzivnog mirisa i okusa po kloroformu. Gustoća mu je 1.46 g/cm3 i ne praktički se ne miješa s vodom. Ne otapa se u vodi, al je topljiv u alkoholu, dietil-eteru, benzinu, benzenu i sumporougljiku.
Vrlo je stabilan i nekorozivan i po prilici jednake toksičnosti kao i tetraklormetan. Vrelište mu je na 87.2 °C, a talište na -73.0 °C.
Ne nalazi se u prirodnoj okolini, ali se može naći u podzemnim izvorima vode te u mnogim površinskim vodama kao rezultat odlaganja kemikalija.

## Dobivanje
Dobiva se:
1. Tretiranjem tetrakloretana vodenom kašom vapna i alkalijama ili pirolizom
CHCl2CHCl2 --> (475 °C) --> CHCl=CCl2 + HCl
2. Kloriranjem acetilena do tetrakloretana te izdvajanjem klorovodika.
3. Kloriranjem etilena

## Uporaba
Davna uporaba ovog spoja je bila kao anestetik, al je zamijenjena drugim kemijskim spojevima.

To što je nezapaljiva, pogoduje da se upotrebljava kao sredstvo za hlađenje.

Upotrebljava se kao izvanredno i jako dobro ekstrakcijsko klorirano otapalo za masti, ulja, voskove, smole, bitumen i kaučuk.

Trikloretilen je jedno od najviše upotrebljavanih sredstava za kemijsko čišćenje, odmašćivanje i ekstrakciju. Najveću primjenu (90% njegove proizvodnje) je našao u metalnoj (prilikom obrade metala) i tekstilnoj industriji (kemijsko čišćenje tkanina), industriji stakla, u proizvodnji indiga, bojila, ljepila, razrjeđivača, korektora, lakova, parfema, itd.
U metalnoj industriji je našao primjenu u odmašćivanju kovina i metalnih dijelova. Hladni se metalni dio provlači kroz vruće pare, koje se na njemu kondenziraju i isperu ga od ulja i nečistoća.
Zamjena mu je sve više tetrakloretilen, koji je manje štetan.

## Opasnosti
Udisanje manjih količina trikloretilena može uzrokovati glavobolju, iritaciju pluća, vrtoglavicu, oslabljenu koordinaciju i otežanu koncentraciju. Dugoročno udisanje ovog zagađivača uzrokuje oštećenje živčanog sustava, jetre i bubrega. Udisanje većih količina dovodi do onemogućavanja rada srca, nesvjestice te smrti. Ako se trikloretilen unosi u organizam u obliku tekućine, i to u velikim količinama, dolazi do mučnine, oštećenja jetre, nesvjestice, onemogućavanja rada srca ili smrti. Unošenje manjih količina tijekom dužeg vremenskog razdoblja također ima negativan utjecaj na jetru, bubrege i imunološki sustav, a može biti poguban za razvoj djeteta kod trudnica. U doticaju s kožom, trikloretilen uzrokuje stvaranje osipa. Određena istraživanja dokazala su utjecaj trikloretilena na povećano obolijevanje od raka.